# Bleu comme l'enfer
Ne doit pas être confondu avec Bleu d'enfer.
Pour plus de détails, voir Fiche technique et Distribution.
Bleu comme l'enfer est un film français réalisé par Yves Boisset, sorti en 1986.
Ce film est l'adaptation du roman de Philippe Djian publié en 1983.

## Synopsis
La course-poursuite entre un ancien militaire rompu au maniement des explosifs, devenu gangster (Lambert Wilson), et un flic hors des rails, aux méthodes de truand (Tchéky Karyo), dont la femme (Myriem Roussel) s'enfuit avec le premier pour ne plus subir la domination maladive de son mari, possessif à l'excès. Une fiction dont le fil continu tient à la tension entre la violence générée par la recherche d'un équilibre (le militaire devenu gangster) et celle d'un caractériel (le flic ripou) qui voit bafouée sa volonté pathologique de légitimité au travers de sa femme sous influence.

## Fiche technique
- Titre : Bleu comme l'enfer
- Réalisation : Yves Boisset
- Scénario : Yves Boisset, Jean Herman et Sandra Majerowicz, d'après le roman éponyme de Philippe Djian
- Sociétés de production :  Garance Production, Transcontinental Films, France 3 Cinéma
- Producteur : Alain Pancrazi
- Musique du film :  Pierre Porte
- Directeur de la photographie : Dominique Brenguier
- Montage :  Jacques Witta
- Direction artistique : Patrice Mercier
- Création des costumes : Rosalie Varda
- Ingénieur du son : Jean-Pierre Ruh
- Décorateur de plateau :
- Coordinateurs des cascades : Rémy Julienne, Jean-Claude Houbart, Fabrice Houy
- Format :  2.35 : 1
- Genre : thriller, policier, action
- Durée : 103 min.
- Date de sortie : 
  - France : 12 mars 1986

## Distribution
- Lambert Wilson : Ned
- Tchéky Karyo : Frank
- Myriem Roussel : Lily
- Agnès Soral : Carol
- Sandra Montaigu : Sarah
- Julien Bukowski : Willy
- Benoît Régent : Henri
- Constance Schacher : Marjorie
- Gérard Zaleberg : Zac
- Alex Descas : le Noir
- Philippe Dormoy : le rouquin
- André Julien : Popeye
- Bernard Bloch : Kovacs
- Jean-Pierre Bagot : le fonctionnaire des douanes
- Georges Lycan : le patron du bar
- Ticky Holgado : un voisin
- Pierre Decazes :
- Nathalie Bemeniuk :
- Lucien Canezza :
- Jacques Couderc :
- Guy Dhers :
- Richard Martin :
- Jean-Marc Montel :
- Jean-Claude Pancrazi :
- Jacques Plée :
- Jean-Marc Truong :